# Funkist
Funkist — сольный студийный альбом барабанщика, бывшего участника группы Procol Harum Бобби Харрисона, вышедший в 1975 году.

## Об альбоме
Считается, что этот сольный альбом — «недостающее звено» в карьере Бобби Харрисона, записанный между его участием в легендарных группах FREEDOM и SNAFU.
В музыкальном плане альбом представляет собой смесь R&B и фанка.
Диск был переиздан в 2000 году.

## Список композиций
- Cleopatra Jones
- Whiskey Head
- Thinkin' 'Bout You
- King of the Night
- Little Linda Lovejoy
- Spotlight
- Long Gone
- Looking for a Friend

## Участники записи
- Бобби Харрисон — вокал, ударные
- Иэн Пейс — ударные
- Мики Муди — гитара
- Matthew Fisher — клавишные
- Chris Stewart — бас-гитара
- Walt Monogham — бас-гитара
- Clem Cattini — ударные
- Herbie Flowers — бас-гитара
- Bob Sargent — клавишные
- Тони Айомми — гитара
- Henry McCulloch — ударные
- Ray Owen — вокал